# Agustín Lara
Agustín Lara – teljes nevén Ángel Agustín María Carlos Fausto Mariano del Sagrado Corazón Alfonso de Jesús Lara y Aguirre del Pino (Tlacotalpan, Veracruz, Mexikó 1897. október 30. – Mexikóváros, 1970. november 6.), művésznevén El Flaco de Oro („az Aranyfickó”), 20. századi mexikói zongoraművész, zeneszerző és énekes, a dal és a boleró műfajok egyik legkiemelkedőbb alakja volt.
Nemcsak Mexikóban, hanem Közép-Amerikában, Dél-Amerikában, a Karib-térségben és Spanyolországban is neves művész volt, halála után az Amerikai Egyesült Államokban, Olaszországban és Japánban is elismerték. Legnépszerűbb dalait, amelyek közül talán a Granada a legismertebb, Plácido Domingo, José Carreras és Ramón Vargas énekelték, többek között.

## Ismertebb szerzeményei
| - Adiós Nicanor - Amor de mis amores - Arráncame la vida - Aventurera - Como dos puñales - La cumbancha - Escarcha - Cabellera blanca - Farolito - Granada - Cuerdas de mi guitarra - Oye la marimba - Humo en los ojos - Lágrimas de sangre - Lamento jarocho - Madrid |  | - María Bonita - Mujer - Noche criolla - Noche de ronda - Oración caribe - Palabras de mujer - Pecadora - Revancha - Rival - Rosa - Santa - Señora tentación - Solamente una vez - Te vendes - Veracruz |

## Fordítás
- Ez a szócikk részben vagy egészben az Agustín Lara című spanyol Wikipédia-szócikk fordításán alapul.  Az eredeti cikk szerkesztőit annak laptörténete sorolja fel. Ez a jelzés csupán a megfogalmazás eredetét és a szerzői jogokat jelzi, nem szolgál a cikkben szereplő információk forrásmegjelöléseként.